# Phare de Cayo Caimán Grande de Santa Maria
Le phare de Cayo Caimán Grande de Santa María (en espagnol : Faro de Cayo Caimán Grande de Santa María) est un phare actif situé sur une petite île à l'est de Cayo Santa Maria, sur le littoral nord de la province de Sancti Spíritus, à Cuba.

## Histoire
Cayo Caimán Grande est une petite caye à l'est de Cayo Santa Maria. Elle est située au nord de Bahía Buena Vista (ceb) et à environ 65 km à l'ouest de Cayo Coco. Elle fait partie de l'archipel de Jardines del Rey.
Le premier phare, datant de 1909, était similaire au phare de Cayo Jutías. Le phare actuel a été mis en service en 1955. La zone environnante est protégée en tant que parc national et n'est accessible uniquement que par bateau.

## Description
Ce phare  est une tour conique en fonte, avec une galerie et une lanterne de 32 m de haut, à côté d'une maison de gardien d'un étage. La tour est peinte en bandes horizontales blanches et rouges et la lanterne est grise. Il émet, à une hauteur focale de 48 m, un éclat blanc par période de 5 secondes. Sa portée est de 28 milles nautiques (environ 52 km).
Identifiant : ARLHS : CUB-020 ; CU-0325 - Amirauté : J4916 - NGA : 110-12780 .

### Lien connexe
- Liste des phares de Cuba